# Château de Louye
Le château de Louye est une demeure qui se dresse sur le territoire de la commune française de Louye dans le département de l'Eure, en région Normandie.
Le château est inscrit au titre des monuments historiques.

## Toponymie
Le nom de Louye a une origine mal connue, peut-être la transcription d'un nom celte dont on ne connaît pas la signification, ou la traduction du mot latin auditus, l'ouïe, donnée à ce lieu à cause des multiples échos existants, des vents violents qui y soufflent, ou encore parce qu'un veneur égaré aurait ouï à nouveau le son des trompes dans ce lieu et retrouvé sa voie,.

## Historique
Le château de Louye est mentionné dans l'histoire de la Normandie en 1180, comme étant une des dernières forteresses de la ligne de défense de Richard Cœur de Lion contre Philippe Auguste. Après la victoire du royaume de France, le château fait partie du domaine royal et reste dans la descendance du roi de France puisqu'il est donné avec le fief de Dreux à Robert, cinquième fils de Louis VI le Gros. Le château est reconstruit par Gauvin de Dreux, entre 1478 et 1508.
Jusqu'en 1770, il passe entre les mains de plusieurs familles, toutes liées de façon plus ou moins proche à cette ascendance royale, jusqu'à la famille de Guenet qui agrandit le château et le vend en 1770 à Jean-Marie d'Arjuzon (1713-1790), dernier seigneur de Muzy et fermier général. Après la Révolution, la famille d'Arjuzon se rallie à l'Empire ; madame d'Arjuzon, épouse de Gabriel d'Arjuzon, dame d'honneur de la reine Hortense, fait appel à l'architecte Berthault pour décorer et remanier le château dans le style Empire. Il reste dans cette famille jusqu'en 1850, date à laquelle il est vendu à Paul Sigisbert Moitessier (1799-1889), riche banquier du Second Empire qui souhaite apporter à l'agriculture de nouveaux moyens et construit une « ferme modèle », un système d'adduction d'eau ainsi qu'une tour en ruines dans un style romantique. Le château est vendu, en 1882, au comte de Salviac de Vielcastel. Son fils en hérite, et donne naissance à deux filles, Ghislaine (comtesse Lepic) et Étiennette (épouse d'Orglandes). Le château revient par la suite à la famille Lepic, qui en est toujours propriétaire,.

## Description
Il ne subsiste, de la forteresse mentionnée en 1194, que l'implantation du château et quelques vestiges de maçonneries. À la fin du XVe siècle, le château est reconstruit, par la famille de Dreux, selon un plan en équerre avec des briques. Il comporte alors une basse-cour doté d'un four à pain, d'une buanderie, d'une menuiserie, des écuries et d'un chenil. 

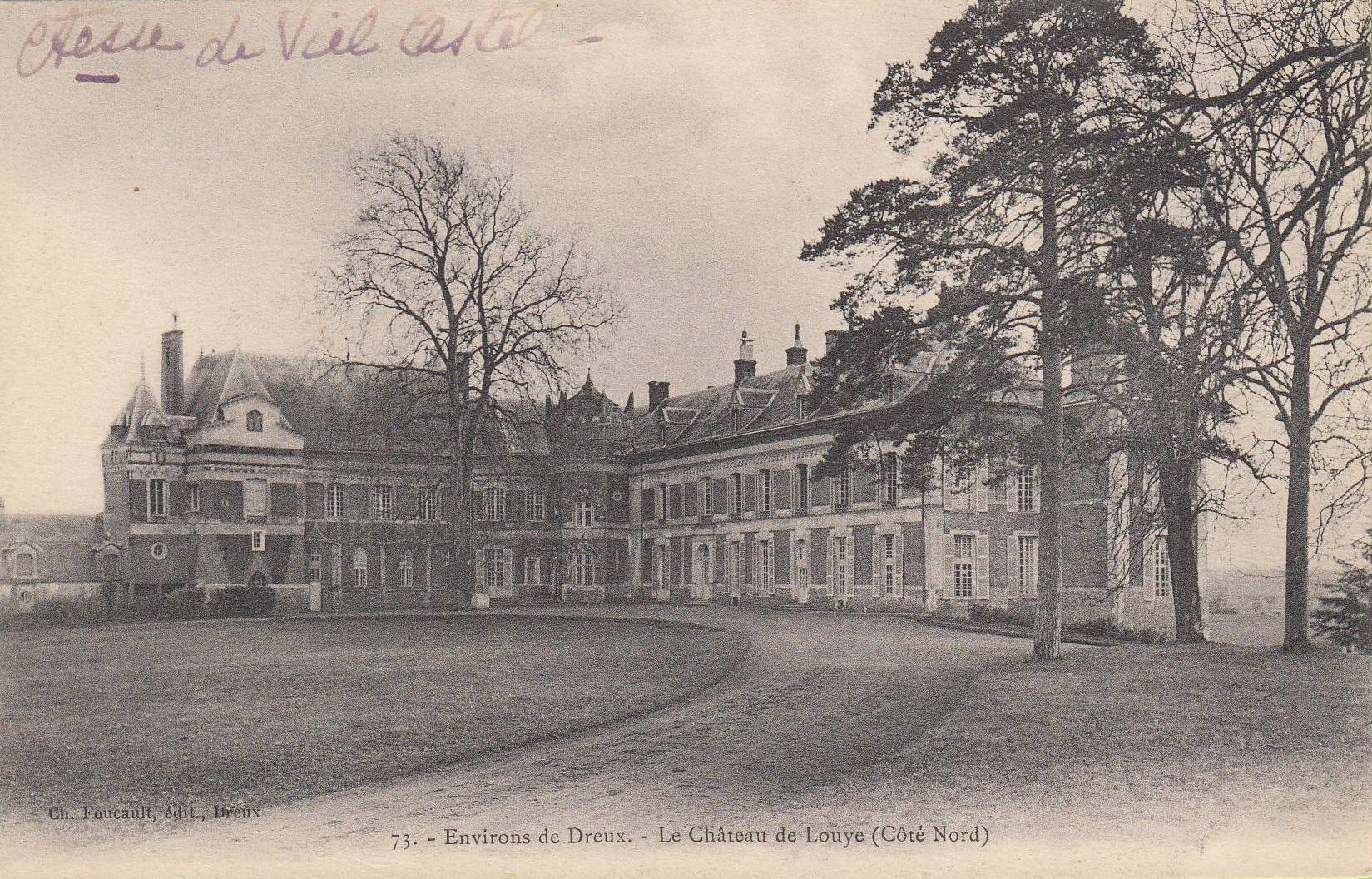
La cour d'honneur.

La basse-cour se poursuit sur l'aile est caractérisée par ses trois tours érigées au XVe siècle et ses larges fenêtres du XVIIIe siècle. La tour la plus massive a certainement été rebâtie sur les restes du donjon du XIIe siècle et a, à sa base, un parement de silex taillé que l'on retrouve tout le long du château et qui en fait l'unité. La seconde tour, la plus haute, abrite l'entrée principale du XVe – XVIe siècle menant à une grande pièce voûtée au-dessus de laquelle se trouve la salle aux Cerfs, principale pièce du château. Sur toute cette façade, des dessins de briques bleues ont été réalisés formant différents motifs (comme au château de Maintenon). La troisième tour relie les ailes est et ouest.
La moitié de l'aile ouest a été construite au XVe siècle et se terminait par une tour carrée. Lorsque le château est agrandi, cette tour est démolie pour construire un perron et l'on prolonge la façade en conservant le silex et la brique. Cette façade connaît alors une parfaite symétrie autour du perron central.

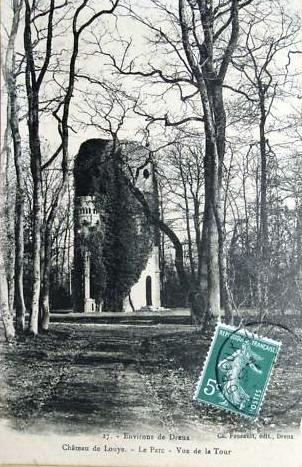
Tour néogothique dans le parc.

De l'autre côté du château, les deux ailes forment une cour d'honneur avec d'un côté l'aile est construite à la fin du XVe siècle surmontée de son très haut comble et de l'autre l'aile ouest du XVIIIe siècle, les deux ailes étant réunies par la tour d'angle de l'escalier de l'époque Renaissance restaurée vers 1830 dans le goût troubadour. Cette façade a été décorée par l'architecte Berthault dans le style retour d’Égypte ; il ajoute des pyramides sur le toit de la tour de l'escalier, des pilastres avec un décor de fleur de lotus et des obélisques sculptés autour des portes d'entrée.
Le parc comporte plusieurs fabriques, dont la plus remarquable est une tour néogothique construite au XIXe siècle.

## Protection
Le domaine en totalité, y compris la clôture, l'ensemble du bâti, le parc et le potager sont inscrits aux monuments historiques par arrêté du 17 avril 2000.